# En kveld som det her
En kveld som det her är ett studioalbum från 1973 av den norsk-svenske artisten Nick Borgen. Albumet är Borgens andra i ordningen. Produktion och arrangemang är delvis gjord av Nick Borgen. Översättningen till norska är gjord av Nils Björkelo, förutom "Blad faller tyst som tårer" som Borgen själv översatt. Övriga medverkande på skivan är Nick Borgens orkester Scandinavians.

## Låtlista
- SID A

1. En kveld som det her (Trad. arr: Einar Jemtland/Bengt Sundström)
2. O vilken dag å minnes (Schifrin/Kerstin Linde'n)
3. Det är sol vi behöver (Myers/Knight/Olle Bergman)
4. Ortens Madam (Gordon Lightfoot/Gösta Linderholm)
5. Syng om vennskap (F.Hart/Lars Berghagen)

- SID B

1. Blad faller tyst som tårer (Schuman/Carr/Berghagen)
2. Du är som en sommardag (Jester Hairston/Börje Carlsson)
3. Har jeg sagt deg alt jeg ville si deg (Scott Wiesman/L.A. Solstad)
4. Dejlig å leve (P.Callander/M.Murray/Gert Lengstrand)
5. Line (Leon Ashley/M.Singleton/Lasse Hovd)